# جون بي. غودمان
جون بي. غودمان (بالإنجليزية: John B. Goodman) هو مصمم إنتاجي أمريكي، ولد في 15 أغسطس 1901 في دنفر في الولايات المتحدة، وتوفي في 30 يونيو 1991 في لوس أنجلوس في الولايات المتحدة.

## وصلات خارجية
- جون بي. غودمان على موقع IMDb (الإنجليزية)
- جون بي. غودمان على موقع ألو سيني (الفرنسية)
- جون بي. غودمان على موقع أول موفي (الإنجليزية)
- جون بي. غودمان على موقع قاعدة بيانات الأفلام السويدية (السويدية)
- جون بي. غودمان على موقع قاعدة بيانات الفيلم (الإنجليزية)
- جون بي. غودمان على موقع كينوبويسك (الروسية)